# アット・ジ・エッジ・オブ・タイム
『アット・ジ・エッジ・オブ・タイム』（原題：At the Edge of Time）は、ブラインド・ガーディアンが2010年に発表した通算9枚目のスタジオアルバム。
日本盤のみ「カース・マイ・ネーム〔オリジナル〕（Curse My Name 〔Original〕）」と「ヴァルキリーズ〔エクステンディド〕（Valkyries 〔Extended〕）」が限定収録された。
通常版の他にデジパック仕様版（日本未発売）も同時発売された。

## 解説
前作『ア・トゥイスト・イン・ザ・ミス』以来4年ぶりのアルバム。
2010年7月に「ア・ヴォイス・イン・ザ・ダーク」が先行シングルとして発売。
アルバムジャケットには、コロンビア人のアーティスト、フェリペ・マチャド・フランコ（Felipe Machado Franco）を起用。
プロデュースは、引き続き、チャーリー・バウアーファイント。
今回アルバムとしては初めて、オーケストラにチェコのFILMharmonic Orchestra Pragueを採用。指揮はアダム・クレメンス（Adam Klemens）。
1曲目の「セイクリッド・ワールズ」はロバート・ジョーダン著「時の車輪」（The Wheel of Time）シリーズをベースにしている。
2曲目の「タネローン（イントゥ・ザ・ヴォイド）」は、マイケル・ムアコック著の「エターナル・チャンピオンシリーズ」シリーズをベースにしている。
3曲目の「ロード・オブ・ノー・リリース」は、ピーター・S・ビーグル著の「The Innkeeper's Song」をベースにしている。
4曲目の「ライド・イントゥ・オブセッション」は、ロバート・ジョーダン著「時の車輪」（The Wheel of Time）シリーズをベースにしている。
5曲目の「カース・マイ・ネーム」はジョン・ミルトンの「為政者在位論　The Tenure of Kings and Magistrates」をベースにしている。
6曲目の「ヴァルキリーズ」は、北欧神話に登場する「ワルキューレ」をベースにしている。
7曲目の「コントロール・ザ・ディヴァイン」は、ジョン・ミルトンの「失楽園」をベースにしている。
8曲目の「ウォー・オブ・ザ・スローンズ」は、ジョージ・R・R・マーティン著の「氷と炎の歌」シリーズをベースにしている。この作品はアメリカ・HBOにて『ゲーム・オブ・スローンズ』としてドラマ化もされている。 
9曲目の「ア・ヴォイス・イン・ザ・ダーク」は、ジョージ・R・R・マーティン著の「氷と炎の歌」シリーズをベースにしており、中でもスターク家の4番目の子供であるブラン・スターク（Bran Stark）に焦点を当てている。また、この曲は当アルバムの先行シングルカットされた。
10曲目の「ホイール・オブ・タイム」は、ロバート・ジョーダン著「時の車輪」（The Wheel of Time）シリーズをベースにしている。主人公である、ランド・アル＝ソア（Rand al'Thor）に焦点を当てている。
デジパック仕様版ボーナスCDの3曲目のYou're the Voice (ラジオエディット)はジョン・ファーナム のカバー。
デジパック仕様版ボーナスCDの4曲目の「セイクリッド・ワールズ」はビデオクリップ。（映像）
デジパック仕様版ボーナスCDの5曲目の「A Journey to the Edge of Time」は映像によるスタジオドキュメンタリー。

## 収録曲
1. セイクリッド・ワールズ - Sacred Worlds - 9:19
2. タネローン（イントゥ・ザ・ヴォイド） - Tanelorn (Into the Void) - 5:58
3. ロード・オブ・ノー・リリース - Road of No Release - 6:30
4. ライド・イントゥ・オブセッション - Ride into Obsession - 4.47
5. カース・マイ・ネーム - Curse My Name - 5:49
6. ヴァルキリーズ - Valkyries - 6:34
7. コントロール・ザ・ディヴァイン - Control the Divine - 5:25
8. ウォー・オブ・ザ・スローンズ（ピアノ） - War of the Thrones - 4:55
9. ア・ヴォイス・イン・ザ・ダーク - A Voice in the Dark - 5:41
10. ホイール・オブ・タイム - Wheel of Time - 8:56
11. カース・マイ・ネーム（オリジナル） - Curse My Name（Original） - 5:14
12. ヴァルキリーズ（エクステンディド） - Valkyries（Extended） - 6:51

### デジパック仕様版ボーナスCD
1. セイクリッド・ワールズ (プリプロダクションバージョン) - 6:49
2. ホイール・オブ・タイム (オーケストラバージョン) - 8:55
3. You're the Voice (ラジオエディット) - 3:36
4. タネローン（イントゥ・ザ・ヴォイド） (デモバージョン) - 5:58
5. カース・マイ・ネーム (デモバージョン) - 4:42
6. ア・ヴォイス・イン・ザ・ダーク (デモバージョン) - 5:40
7. セイクリッド・ワールズ - 6:17
8. A Journey to the Edge of Time - 19:18

## 参加ミュージシャン
- ハンズィ・キアシュ - ボーカル
- アンドレ・オルブリッチ - リードギター、アコースティックギター
- マーカス・ズィーペン - リズムギター
- フレデリック・エームケ - ドラムス、パーカッション、フルート、バグパイプ

ゲスト・ミュージシャン
- オリヴァー・ホルツヴァルト - ベース
- マティアス・ヴィースナー - バッキング・ボーカル
- マティアス・ウルマー - キーボード、ピアノ
- エバーハート・ハーン - フルート
- クラウス・マルカート - バイオリン
- ディリン・チェゼログル - バイオリン
- アイリッシュハートビート（Irish Heartbeat）、バッハコーラス・ブレーマーハーフェン
- コーラス：トーマス・ハックマン、ウイリアム”ビリー”キング、オラフ・ゼンクバイル、イェン・マユーラ、シュテファン・シュミット（ヴァン・カント（Van Canto)）

- フィルムハーモニック・オーケストラ・プラハ（FILMharmonic Orchestra Prague）

プロダクション
- チャーリー・バウアーファイント - プロデュース、マスタリング、ミキシング、エンジニア、オーケストラプロデューサー
- ブラインド・ガーディアン - プロデュース
- マティアス・ウルマー - オーケストラプロデューサー
- カーステン・ホイスマン - オーケストラプロデューサー、オーケストラプロダクションコーディネーター
- ヤン・コッツマン - スタジオエンジニア
- ケンダ・コッツマン - スタジオテクニシャン
- ウォルフガンク・エラー - マスターシーケンスアセンブリ
- フェリペ・マチャド・フランコ - アルバムカバー＆アートワーク、ブックレットデザイン
- ヘア・ブッチャ - アルバムフォト＆デザイン